# Aphrodisium metallicollis
Aphrodisium metallicollis là một loài bọ cánh cứng trong họ Cerambycidae.